# Marco Antonio Moreira

Marco Antonio Moreira es un investigador en enseñanza de la física. Es licenciado en física (1965) y master en física (1972) por la Universidade federal do Rio Grande do Sul (UFRGS). Es doctor en enseñanza de las ciencias por la Universidad de Cornell. Integró, como secretario de enseñanza, la Dirección de la sociedad brasilera de física en 1973 y 1974. Ha sido profesor del Instituto de física de la UFRGS desde 1967 hasta su jubilación.
En 1998 creó el Programa internacional de doctorado en enseñanza de las ciencias de la Universidad de Burgos (UBU), España. Fue presidente de la Associação brasileira de pesquisa em educação em ciências (ABRAPEC) entre 1997 y 2001. Ha realizado importantes contribuciones al desarrollo del área de enseñanza de las ciencias, especialmente en física. Es editor de las revistas Investigações em ensino de ciências desde 1996 y Aprendizagem significativa em revista desde 2011. Ha publicado 228 artículos en revistas, 118 trabajos completos en actas de congresos y 34 libros. Ha dirigido 34 Tesis de doctorado.

## Historia
El Dr. Moreira participó en la Comisión de educación de la Unión internacional de física pura y aplicada (IUPAP) desde 1975 a 1978. Fue profesor visitante de la Universidad de Cornell desde 1986 a 1988. Integró el Comité de educación del CNPq desde 1993 a 1995 y de 1999 a 2001. Fue miembro de la Comisión de especialistas en enseñanza de física de la SESU/MEC desde 1996 a 1999, presidiéndola en 1998 y 1999. Es investigador de 1.ª de la CNPq, en el área de educación y desde 1989 hasta el presente es Bolsista de Produtividade em Pesquisa do CNPq - Nivel 1A
El Dr. Moreira ha realizado contribuciones relevantes a la Enseñanza de las Ciencias y a la Investigación en Enseñanza de las Ciencias, particularmente en Física. Joseph D. Novak, discípulo de David Ausubel, creador de la Teoría del Aprendizaje significativo, fue su maestro y Director de tesis. Moreira comunicó y difundió esta Teoría, así como los aportes realizados por Joseph D. Novak, quien desde la década de 1970 junto con su equipo de investigación de la Universidad de Cornell desarrollaron la técnica del mapa conceptual.
Recientemente, ha desarrollado una línea dentro de esta teoría, conocida como La Teoría del aprendizaje Significativo Crítico. Fue fundador y editor de la Revista Brasilera de Enseñanza de la Física desde 1989 a 1993 y de la Revista Brasilera de Investigación en Educación en Ciencias desde 2001 a 2005. Actualmente es editor de los periódicos Investigaciones en Ensino de Ciências desde 1996 y Experiências em Ensino de Ciências desde 2006. Publicó más de 200 artículos en revistas, 110 trabajos completos en actas de congresos y 30 libros. Orientó 43 tesis de maestrando y 30 tesis de doctorado.
Desde 1989, Marco Antonio Moreira organizó unas serie de encuentros de investigadores latinoamericanos en Enseñanza de la Física con investigadores mundialmente destacados, él participó como profesor de la I Escuela Latinoamericana de Investigación en Enseñanza de la Física, que se realizó en Córdoba) - Argentina, a la que siguieron varias, en Brasil. Esas escuelas, en las que fue pionero, influyeron en la vida académica de muchos colegas, que querían investigar en Enseñanza de la Física, y carecían de medios para vincularse con investigadores e investigaciones relevantes en el área.
Fue coordinador y creador del Programa Internacional de Doctorado en Enseñanza de las Ciencias de la UBU, donde se formaron un centenar de colegas latinoamericanos. El Dr. Moreira es desde 1994 Asesor Externo del Niecyt-UNCPBA y Doctor Honoris causa por la UNICEN desde 2011.

## Libros publicados
1. Moreira, M. A. e Masini, E. F. A. Aprendizagem significativa; a teoria de David Ausubel. São Paulo, Moraes, 1982. 112p.
2. Moreira, M. A. (Org.) Ação docente na universidade; textos relativos a componentes básicos do ensino. Porto Alegre, Editora da Universidade; Brasília, MEC/SESU/PROED, 1983.214 p.
3. Moreira, M. A. e Levandowski, C. E. Di ferentes abordagens ao ensino de laboratório. Porto Alegre, Editora da Universidade, 1983.117 p.
4. Moreira, M. A. Uma abordagem cognitivista ao ensino da Física. Porto Alegre, Editora da Universidade, 1983.189 p.
5. Moreira, M. A. et alii Aprendizagem: perspectivas teóricas. Porto Alegre, Editora da Universidade, 1985.167 p.
6. Moreira, M. A. (Org.) Ensino na universidade: sugestões para o professor. Porto Alegre, Editora da Universidade. 1985.129 p.
7. Moreira, M. A. Atividade docente na universidade: alternativas instrucionais. Porto Alegre, D.C. Luzzato Eds.; Rio Grande, Editora da FURG, 1985.135 p.
8. Moreira, M. A. Ensino e aprendizagem: enfoques teóricos. São Paulo, Moraes, 1985. 94p.
9. Moreira, M. A. e Buchweitz, B. Mapas conceituais: instrumentos didácticos, de avaliação e de
10. análise do currículo. São Paulo, Moraes, 1987.83 p.
11. Moreira, M. A. Pesquisa em ensino: aspectos metodológicos e referenciais teóricos à luz do Vê-epistemológico. São Paulo, Editora Pedagógica Universitária, 1990. 94p.
12. Moreira, M. A. e Buchweitz, B. Novas estratégias de ensino e aprendizagem. Lisboa. Plátano, Edições Técnicas, 1993. 114p.
13. Moreira, M.A. Teorias de aprendizagem. São Paulo, Editora Pedagógica Universitária, 1999. 195 p.
14. Moreira, M.A. Aprendizagem significativa. Brasília, Editora da UnB. 1999. 129 p.
15. Moreira, M.A. Aprendizaje significativo: teoría y práctica. Madrid, Aprendizaje Visor, 2000. 100 p.
16. Moreira, M.A. (Ed.). A teoria dos campos conceituais de Vergnaud, o ensino de Ciências e a investigação nesta área. Porto Alegre: Instituto de Física da UFRGS, 2004.107p.
17. Moreira, M.A. (Ed.). Representações mentais, modelos mentais e representações sociais. Porto Alegre: Instituto de Física da UFRGS, 2005.128p.
18. Moreira, M.A. Aprendizagem significativa crítica/Aprendizaje significativo crítico. Porto Alegre: Instituto de Física da UFRGS, 2005. 47p.
19. Moreira, M.A. Mapas conceituais e diagramas V. Porto Alegre: Ed. do Autor. 2006. 103p.
20. Moreira, M.A. A teoria da aprendizagem significativa e sua implementação em sala de aula. Brasília: Editora da UnB. 2006. 185p.